# Bernhard von Billerbeck
Bernhard von Billerbeck (* im 12. oder 13. Jahrhundert; † im 13. Jahrhundert) war Vizedominus und Domherr in Münster.

## Leben
Bernhard von Billerbeck entstammte dem westfälischen Adelsgeschlecht Billerbeck, das seinen Stammsitz in dem münsterländischen Ort Billerbeck hatte. Seine genaue genealogische Herkunft ist nicht belegt. In den Urkunden wird er erstmals im Jahre 1220 als Bernardus cellerarius genannt. Als Cellerar war er für die wirtschaftlichen Belange des Domkapitels verantwortlich. Zehn Jahre später findet er als Bernardus canonicus urkundliche Erwähnung und wird am 1. November 1238 als Vizedominus genannt. Wilhelm von Holte, der spätere Bischof von Münster, wird für das Jahr 1238 ebenfalls als Vizedominus geführt. Das hat möglicherweise seinen Grund darin, dass hier eine strittige Besetzung eines Amtes vorlag, was derzeit keine Seltenheit war. Am 7. Oktober 1246 gab Papst Innozenz IV. dem Bischof Otto den Auftrag, dem Vizedominus die Annahme weiterer Benefizien zu gestatten.